# جامعة داكوتا الشمالية
جامعة داكوتا الشمالية (بالإنجليزية: University of North Dakota)‏ هي جامعة أمريكية عامة تقع في مقاطعة غراند فوركس، بولاية داكوتا الشمالية. تأسست هذه الجامعة التي تعد الأكبر والاقدم في الولاية على يد مجلس إقليم داكوتا في سنة 1883، قبل حوالي ست سنوات من تأسيس ولاية داكوتا الشمالية. 
استقبلت في سنة 2007 وحدها ما يزيد عن 14000 طالب. عندما تاسست الجامعة لأول مرة اقتصر توجهها على الفنون الحرة  ؛ لكنها اليوم، توفر عرضا تدريسيا متنوعا يشمل عدد كبير من البرامج المهنية والمتخصصة، بما فيها مدارس القانون والطب الوحيدة في ولاية داكوتا الشمالية. جامعة داكوتا الشمالية معروفة أيضا بمدرسة جون د.أوديغارد لعلوم الفضاء الجوي، التابعة لها والتي تعمل على تدريب الطيارين من جميع أنحاء العالم. الجامعة هي جزء من كليات منح الفضاء في الولايات المتحدة.
بحلول سنة 2000، قامت جامعة داكوتا الشمالية بتعزيز برامجها البحثية؛ لتتخصص في كل من الصحة، التغذية، الطاقة، حماية البيئة، الفضاء الجوي والهندسة. يوجد بالحرم الجامعي التابع لجامعة داكوتا الشمالية عدد من المعاهد البحثية، بما فيها مركز بحوث الطاقة والبيئة، كلية الطب والعلوم الصحية، ومركز بحوث التغذية البشرية الذي تديره وزارة الزراعة.
تتنافس الفرق الرياضية في شمال داكوتا بالقسم الأول للرابطة الوطنية لرياضة الجامعات. يتمتع فريق هوكي الجليد للرجال الذي يلعب في «ساحة رالف إنجلستاد»، بتاريخ حافل وطويل في لعبة هوكي الجليد جعله واحدا من أفضل الفرق في البلاد، حيث فاز بثماني بطولات وطنية.

## تاريخ

### التاسيس
تاسست الجامعة في سنة 1883 من طرف مجلس إقليم داكوتا، ست سنوات قبل تأسيس ولاية داكوتا الشمالية. بعد ان كان جورج والش المنحدر من غراند فوركس قد قدم في وقت سابق مشروع قانون للهيئة التشريعية المحلية لإقليم داكوتا، دعاها فيه إلى تحديد غراند فوركس كموقع لجامعة الولاية الجديدة.
بحلول 8 سبتمبر 1884 أجريت أولى الفصول بالجامعة. شمل المبنى الأول أولد مين الذي بني بالجامعة على جميع الفصول الدراسية، المكاتب، غرف النوم ومكتبة. في ثمانينيات القرن التاسع عشر، كانت مساحة الجامعة محدودة جدا، حيث لم تمتد سوى على بضع فدادين من الممتلكات، محاطة بالمزارع والحقول، في ذلك الوقت كان الحرم الجامعي على بعد أكثر من ثلاثة كيلومترات غرب غراند فوركس. لذلك كان يستوجب على الطلاب الذين يعيشون خارج الحرم الجامعي أخذ قطار أو حافلة نقل سميت باسم «ماريا السوداء»، من وسط المدينة إلى الحرم الجامعي.

### القرن العشرين
بحلول أوائل القرن العشرين تم تدريجيا، بناء مبان جدبدة أخرى في الحرم الجامعي، وتم تحسين الروابط مع المدينة من خلال نظام عرببة كهربائية لتوصيل طلاب الجامعة. مع ذلك، كان تطور الجامعة خاضعا لعدة انقطاعات. في سنة 1918، كانت جامعة داكوتا الشمالية من بين أكثر مؤسسات البلاد تضررا جراء وباء الإنفلونزا الذي اسفر عن مصرع 1400 شخص في ولاية داكوتا الشمالية وحدها. في وقت لاحق من ذلك العام، علقت الصفوف بالجامعة بغرض تحويل الحرم الجامعي إلى قاعدة للجيش كجزء من الحرب العالمية الأولى. خلال الكساد الكبير، وفرت الجامعة السكن بالمجان للطلاب الراغبين في القيام بالعمل اليدوي في الحرم الجامعي. وقد تم إيواؤهم في مكان كان يعرف بشكل غير رسمي باسم «مخيم الاكتئاب»، شمل عربات قطار (cabooses) لم تكن تستخدم، ضمت كل منها ثمانية طلاب ذكور. لم يحصل طلبة «المخيم» على وجبات منتظمة من المقصف، فكان عليهم أن يكونوا راضين عن بقايا الطعام المجانية فقط التي تمنح لهم. في المقابل، فتحت المواطنين في غراند فوركس بيوتهم في كثير من الأحيان للعديد من هؤلاء الشبان.
بعد انطفاء الحرب العالمية الثانية، ارتفعت وثيرة التسجيل بالجامعة بسرعة، حيث سجل في الجامعة خلال تلك الفترة ما يزيد عن 3000 طالب. فكانت هناك حاجة لبناء عدد كبير من المساكن والمباني الأكاديمية في الحرم الجامعي. على صعيد آخر شهدت سنوات 1950 صعود فريق هوكي الجليد لجامعة داكوتا الشمالية رجال.
بحلول الستينيات والسبعينات، أصبحت الجامعة مسرحا للعديد من الاحتجاجات الطلابية؛  كانت أكبرها تلك التي حدثت في مايو 1970، عندما احتج أكثر من 1500 طالب في أعقاب إطلاق النار التي راح ضحيتها طلاب بالحرم الجامعي لجامعة ولاية كينت.
بحلول سنة 1975، ارتفع عدد المسجلين ليصل إلى 8500 تسجيل. شهدت فترة السبعينيات أيضا إنشاء الجامعة لمدرسة جون د.أوديغارد لعلوم الفضاء الجوي. بالموازات مع ذلك واصلت الجامعة على مدى العقدين اللاحقين نموها. بالرغم من ذلك، تسبب الفيضانات المدمرة للنهر الأحمر التي وقعت سنة 1997 في غمر عدد من مباني الحرم الجامعة والتسبب في أضرار جسيمة، أدت في النهاية إلى إلغاء بقية العام الدراسي.

### القرن الواحد والعشرين
تميزت بدايات القرن الواحد والعشرين بافتتاح مرافق رياضية كبرى جديدة. حيث تم افتتاح كل من رالف إنجلستاد أرينا للهوكي ومركز أليروس لكرة القدم الأمريكية في سنة 2001. بعد ثلاث سنوات من ذلك وبالضبط في أغسطس 2004 افتتحت الجامعة مركز بيتي إنجلستاد سيوكس، موطن فرق الجامعة رجال ونساء في رياضتي كرة السلة والكرة الطائرة.
استثمرت ملايين الدولارات لتمويل مشاريع البناء والتجديد التي غيرت مشهد الحرم الجامعي. ضمن جزء من خطة تهدف إلى تحسين المرافق الطلابية في الحرم الجامعي، عكفت جامعة داكوتا الشمالية على بناء مركز صحي، مرآب للسيارات ومجمع سكني.
في سنة 2014، كان هناك بناء للطب والخدمات الصحية كلف حوالي 124 مليون دولار قيد الإنشاء. صمم المبنى الجديد من طرف المهندسين المعماريين لشركة جيه إل جي أرتشيتكت بتعاون مع مع بيركنز وويل وستينبرغ أرتشيتكت".
بحلول سنة 2015، قدر الأثر الاقتصادي الذي حققه الجامعة على الولاية والمنطقة بأكثر من 1.4 مليار دولار سنويا، وذلك وفقا للدراسة
الاقتصادية التي أجريت على نظام جامعة داكوتا الشمالية (المعروف اختصارا ب NDUS والذي جميع المؤسسات العامة في الولاية) من طرف كلية الاقتصاد التابعة للجامعة. فكانت في المركز الرابع كأكبر مشغل في ولاية داكوتا الشمالية، بعد سلاح الجو.

## الحرم الجامعي
يقع الحرم الجامعي الرئيسي لجامعة داكوتا الشمالية على مستوى وسط مدينة غراند فوركس. يتكون المجمع من 240 مبنى (6.4 مليون قدم مربع) على مساحة 550 فدان (حوالي 2.2 كم مربع). يمتد الحرم الجامعي حوالي ميل ونصف من الشرق وإلى غاية الغرب، ويعبره الوادي الإنجليزي الضيق (بالإنجليزية: English Coulee)‏ المتعرج من الشمال إلى الجنوب. يحدها الطريق السريع 29 من الغرب، حديقة الجامعة من الشرق، ومن الجنوب من قبل البنية التحتية للسكك الحديدية لغراند فوركس؛ أما من الشمال فتحدها غيتيواي ديرف، وهي جزء من الطريق الوطنية 2 للولايات المتحدة. الأجزاء الوسطى والشرقية من الحرم الجامعي هي الأقدم، في حين أن الأجزاء الشمالية والغربية هي الأحدث.

### الجزء المركزي والجزء الشرقي من الحرم الجامعي
الجزء المركزي، الواقع في وسط الحرم الجامعي هو أقدم جزء في جامعة داكوتا الشمالية حيث يحتوي على العديد من المباني التاريخية. يتمركز على مستوى هذه المنطقة معظم المباني الأكاديمية المتواجدة بالحرم الجامعي. هناك في قلب الحرم الجامعي تقبع مكتبة تشيستر فريتز، أكبر مكتبة في ولاية داكوتا الشمالية كلها. يعد برج المكتبة الذي يرتفع 82 قدما (25 مترا) في الهواء، أحد هم المعالم المألوفة في شارع الجامعة.
في موقع أول مبنى تم انشاءه بالحرم الجامعي، أولد مين،  يقبع حاليا كل من مبنيي أولد ماين ميموريال بلازا وأولد مين ميموريال سفير. هذا وتشمل المباني الأخرى المتمركزة على مستوى الجزء الأوسط من الحرم الجامعي كلا من كلية القانون، متحف الفنون لداكوتا الشمالية، مبنى الاتحاد التذكاري، غامبل هول، مركز لويد ستون، مسرح بيرتنيس، وتشاندلر هول(أقدم مبنى متبقي بحرم الجامعة). يتدفق مجرى الوادي الإنجليزي الضيق (الكولي الإنجليزي) على طول الحافة الغربية للمنطقة المركزية للحرم الجامعي، على ضفته الغربية تتمركز تشيستر فريتز هال ومركز هيوز للفنون الجميلة. بالقرب من هناك تقع نافورة أديلفي 1907، وهي حاليا المركز الروحي الجديد بالحرم الجامعي. على الحافة الشرقية للحرم المركزي يقع إِسْتَاد ميموريال، ورالف إنجلستاد أرينا السابق بالإضافة إلى مدرج هيسلوب. كل هذه المرافق الرياضية التي كانت في وقت سابقة تم استبدالها اليوم بمجمعات متواجدة في نقاط أخرى في الحرم الجامعي. الجزء الشرقي من الحرم الجامعي هو أيضا مقر لمجمع مركز أبحاث الطاقة والبيئة الذي يضم المركز الوطني لتكنولوجيا الهيدروجين، بالإضافة إلى مركز غراند فوركس لأبحاث التغذية البشرية، الذي تديره وزارة الزراعة في الولايات المتحدة الأمريكية. في زاوية شارع الجامعة وطريق كولومبيا يقع مرآب للسيارات يتألف من 5 طوابق. يشتمل الحرم الجامعي أيضا، في أقصى جزئه الشرقي على حديقة الجامعة، التي تديرها منطقة غراند فوركس بارك.

### الأجزاء الشمالية والغربية
في شمال الحرم الجامعي على طول طريق كولومبيا يقع مجمع مدرسة الطب. مبنى مدرسة الطب الرئيسي هو مبنى مستشفى سانت ميشيل الذي تم بناؤه في سنة 1951. كما يضم المجمع أيضا مركز البحوث الطبية الحيوية بالإضافة إلى قسم أبحاث علم الأعصاب. علاوة على ذلك نجد شمال منطقة تسمى القرية الجامعية. هذه الاخيرة التي ظلت فارغة تقريبا لعقود، إلى غاية السنوات الأخيرة حيث تم استغلالها من طرف الجامعة لاغراضها الخاصة ولأغراض تجارية وسكنية. تضم القرية الجامعية ملعب رالف إنجلستاد أرينا الذي يستضيف فرق الهوكي،مركز بيتي إنجلستاد سيوكس، مركز رعاية الطلاب الجديد، مكتبة جامعة داكوتا الشمالي، عيادة وشقق سكنية.
الجزء الغربي للحرم الجامعي هو الأكثر حداثة، حيث يتميز بهندسة معمارية معاصرة. في هذا الجزء تتمركز مدرسة جون د.أوديغارد لعلوم الفضاء الجوي (تسمى في الأصل مركز علوم الفضاء الجوي أو CAS) التي تضم كلا من أوديغارد هول، كليفورد هول، ريان هول، وستريبل هول. الجزء الغربي من الحرم الجامعي هو أيضا موقع لمعظم قاعات الإقامة والشقق الطلابية، بما فيها المشروع السكني الجديد الذي تبلغ قيمته 20 مليون دولار على شارع الجامعة.

### مرافق أخرى
تدير جامعة داكوتا الشمالية حرما صغير يتألف من عدة مبان في مطار غراند فوركس الدولي، أين يتدرب طلاب الطيران. كما تقوم مدرسة الفضاء الجوي التابعة لها أيضا بتشغيل مراكز تدريب على الطيران في كل من كروكستون (مينيسوتا) وفينيكس (أريزونا). كما تملك ملعب راي ريتشاردز للجولف الواقع جنوب الحرم الجامعي الرئيسي. كلية الطب والعلوم الصحية التابعة للجامعة تقوم بدورها بإدارة عدة عيادات في جميع أنحاء ولاية داكوتا الشمالية. فريق جامعة داكوتا الشمالية في كرة القدم الأمريكية هو المستأجر الرئيسي لمركز أليروس المملوك لمدينة غراند فوركس.

### الاستدامة
يقوم المجلس المعني بالإشراف البيئي والاستدامة، الذي يتألف من ممثلين من مختلف الإدارات، باستكشاف سبل تحسين الاستدامة والاستخدام المسؤول للموارد. في هذا السياق يقلل نظام إعادة التدوير في الحرم الجامعي من مجمل حجم النفايات في الجامعة بنسبة تصل إلى 20 في المائة. كما أجرت الجامعة عمليات لإعادة تأهيل الإضاءة وتركيب نظم لاسترداد الحرارة بالإضافة إلى اعتماد تكنولوجيا لإدارة الطاقة بغرض تعديل استخدام الطاقة خلال فترة الذروة وخارجها. الطلاب من جانبهم يشاركون بشكل فعال في تعزيز الاستدامة على مستوى الجامعة عن طريق إعادة التدوير ومبادرات أخرى. نتيجة لذلك حصلت الجامعة على درجة «ب'» في تقرير الاستدامة لسنة 2011 الصادرة عن معهد الأوقاف المستدامة.
مركز غورتسكي للخريجين (بالإنجليزية: Gorecki Alumni Center)‏ في الحرم الجامعي هو أول مبنى يحصل على الشهادة البلاتينية لاعتماد نظام الريادة في تصميمات الطاقة والبيئة في داكوتا الشمالية. حيث تستخدام الطاقة الحرارية الأرضية والألواح الشمسية بغرض تغذية وتشغيل المبنى.

## التدريس
توجد بجامعة داكوتا الشمالية عشر شعب أكاديمية،  موزعة على الشكل التالي:
- مدرسة جون د.أوديغارد لعلوم الفضاء الجوي
- كلية الآداب والعلوم
- كلية إدارة الأعمال والإدارة العامة
- كلية التربية والتنمية البشرية
- "كلية الهندسة والتعدين'
- كلية الدراسات
- كلية الحقوق
- مدرسة الطب والعلوم الصحية
- كلية التمريض والتخصصات المهنية
- شعبة التعليم المستمر

تقدم الجامعة ما مجموعه 224 مجالا للدراسة، بما فيها 90 تخصصا جامعيا و 73 تخصصا طفيفا في دورة ما قبل التدرج (برامج البكالوريوس)، 54 برنامجا في الماجستير، 27 برنامج للدكتوراه، برنامجين مهنيين (في الطب والقانون) وبرنامج دبلوم متخصص في القيادة التعليمية. تقدم الجامعة أيضا برنامجا متعدد التخصصات يسمح للطلاب الحصول على درجة في أي مسار دراسي تقريبا. كما أن لديها نظام تعليم عن بعد يمكن الطلاب من جميع أنحاء البلاد والعالم من الولوج عبر الإنترنت إلى دورات وبرامج للحصول على درجات دراسية. بفضل برنامج التدريس عن بعد هذا، صنفت تقارير يو إس نيوز وغيرها من التصنيفات المتخصصة في الكلية الرائدة في التعليم على الإنترنت، الجامعة في مراتب متقدمة.
تختلف الفصول الدراسية في الحرم الجامعي وتتراوح بين حجرات صغيرة بقدرة متوسطة تستوعب حوالي 20 طالبا وقاعات محاضرات ضخمة يمكنها استيعاب عدة مئات منهم. يمكن الوصول لاسلكيا إلى الإنترنت في عدد من الاماكن على مستوى الحرم الجامعي، حيث تم تجهيز معظمها بخدمة الواي فاي، كما أن الفصول الدراسية هي الأخرى مجهزة بتكنولوجيا تمكن الأساتذة من تقديم محاضرات تفاعلية. تضع الجامعة رهن إشارة الطلاب حوالي 1000 من الحواسيب، موزعة على المكتبات، الاتحاد التذكاري، وعدد من مناطق التدريس الأخرى.

## المكتبات
تمتلك جامعة داكوتا الشمالية ثلاث مكتبات رئيسية تشكل معا، أكبر نظام للمكتبات البحثية في ولاية داكوتا الشمالية. مكتبة تشيستر فريتز هي أكبر مكتبة في الولاية؛  تحتوي على 1.6 مليون مجلد، وحوالي 28000 اشتراك في المطبوعات الإلكترونية، وأكثر من 20000 كتاب إلكتروني. بالإضافة إلى ذلك فهي مكان لإيداع السجلات والوثائق الحكومية.
تمتلك مكتبة تشيستر فريتز عددا من فروع، على غرار «مكتبة أبحاث الطاقة والبيئة»، «مكتبة ف.د. الهولندية للجيولوجيا» و«مكتبة غوردون إريكسون للموسيقى». من جهتهما كلية القانون تدير «مكتبة ثورمودسغارد للقانون»،  وكلية الطب تدير «مكتبة هارلي الفرنسية لعلوم الصحية».

## الأبحاث
تصنف مؤسسة كارنيغي جامعة داكوتا الشمالية باعتبارها مؤسسة للدكتوراه و/أو البحث المكثف. يظهر مستوى النشاط البحثي هذا جليا من خلال إحصاءات البحوث التي أجرتها الجامعة، والتي شملت في السنة المالية 2006 برامج للمنح الدراسية وصلت إلى 94.3 مليون دولار، برامج أخرى ترعاها الجامعة وصلت إلى قيمة 81.2 مليون دولار وحافظة بحثية إجمالية قدرت ب 315 مليون دولار في المجموع بالنسبة للحسابات الجارية والملتزم بها مستقبلا. تركز الجامعة في نشاطها البحثي على مجالات بعينها، مثل العلوم الصحية، التغذية، الطاقة، حماية البيئة، الفضاء الجوي والهندسة.
باعتبارها جزء رئيسيا من «ممر بحوث وادي النهر الأحمر»، تدير جامعة داكوتا الشمالية العديد من وحدات البحث، مثل «مركز بحوث الطاقة والبيئة»، «كلية الطب»، «مركز الصحة الريفية»، «مركز الابتكار»، «اتحاد الفضاء الجوي العلوي الأوسط» (بالإنجليزية: the Upper Midwest Aerospace Consortium)‏، «مكتب الشؤون الحكومية»، «مكتب الخدمات التعليمية والبحوث التطبيقية»، و«معهد البحث في العلوم الاجتماعية». مركز أبحاث الطاقة والبيئة، الذي يقع في الجزء الشرقي للحرم الجامعي، هو واحد من المؤسسات الأكثر تقدما في مجال إيجاد أشكال الطاقات النظيفة والأكثر كفاءة. حيث يدير المركز عددا من وحدات البحث التابعة للجامعة، بما فيها المركز الوطني لتكنولوجيا الهيدروجين (بالإنجليزية: National Center for Hydrogen Technology)‏.
بحلول مايو 2006، أعلن طلاب من جامعة داكوتا الشمالية عن توصلهم إلى بذلة فضاء جديدة طوروها في سنة واحدة في أفق استخدامها في بعثات الفضاء الطويلة الأمد إلى المريخ. أجريت هذه العملية تحت رعاية وكالة ناسا، التي مولت المشروع البحث بمبلغ 100 ألف دولار وقامت باختبار البذلة الجديدة في الأراضي الوعرة الواقعة غربي داكوتا الشمالية. تزن هذه البذلة حوالي 21 كيلوغراما وتكلف فقط جزءا من ال 22 مليون اللازمة لبناء بذلات ناسا الأخرى.

## الرياضة

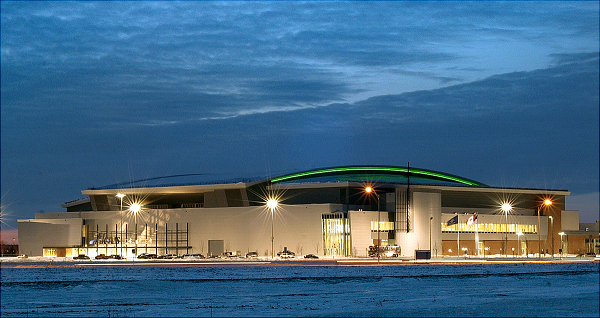
مركز أليروس

تنافس جامعة داكوتا الشمالية ضمن القسم الأول للرابطة الوطنية لرياضة الجامعات (NCAA). حيث يتنافس «فريق هوكي الجليد للرجال» في المؤتمر الوطني لهوكي الجامعات ويتنافس «فريق الهوكي النسائي» باعتبارهن أعضاء في اتحاد هوكي الجامعات الغربي. اعتبارا من الموسم الحالي 2018-2017 سيتم قطع لعبة الهوكي النسائية من الجامعة. في حين أن جميع الألعاب الرياضية الأخرى تتنافس ضمن ما يعرف باسم مؤتمر بيج سكاي (بالإنجليزية: Big Sky Conference)‏ في غرب الولايات المتحدة.
فاز فريق هوكي الجليد للرجال التابع للجامعة بثماني بطولات وطنية، واحتل مرتبة الوصيف في خمس مناسبات. يلعب فرق هوكي الجليد لكلا الجنسين (رجال ونساء)، التابع للجامعة على أرضية رالف إنجلستاد أرينا. فاز فريق الجامعة في كرة القدم الأمريكية الذي يلعب في مركز أليروس بالبطولة الوطنية للقسم الثاني في سنة 2001 واحتل مرتبة وصيف البطل في سنة 2003. على الجانب الآخر تلعب فرق كرة السلة والكرة الطائرة التابعة للجامعة في مركز بيتي إنجلستاد سيوكس. في هذا السياق فاز فريق كرة السلة للسيدات بثلاثة بطولات وطنية على التوالي في أعوام 1997 و1998 و1999 بالإضافة إلى بطولة عام 2001.
تلعب الفرق الرياضية للجامعة تحت اللونين الأخضر والأبيض، هذه الألوان التي تم اعتمادها خلال سنوات 1920. الألوان الرسمية لمدارس الجامعة هي الأخضر والأبيض، التي تمثل وردة ولاية داكوتا الشمالية، وردة أركنسوي. مع ذلك، من النادر استخدام هذه التركيبة خارج التطبيقات الرسمية أو الاحتفالية. تحمل الفرق الرياضية للجامعة اسم «فيتينغ سيوكس»، ولكنها استمرت من دون لقب أو تميمة انطلاقا من سنة 2012 إلى غاية 2015، بسبب قواعد ال NCAA التي تعارض استخدام ألقاب الأمريكيين الأصليين. بحلول 18 نوفمبر 2015، أعلن أخيرا عن لقب جديد «فيتينغ هوكس»، الذي أصبح ساريا على الفور.
مدرب الرابطة الوطنية لكرة السلة (إن بي إيه) والاعب السابق فل جاكسون، هو أبرز الخريجين الرياضيين من الجامعة، حيث يعرف حاليا على نطاق واسع كواحد من بين أعظم المدربين في تاريخ الدوري الأمريكي لكرة السلة للمحترفين. بالإضافة إلى ذلك، لعب العديد من خريجي الجامعة في دوري الهوكي الوطني، بمن فيهم: زاك باريز، ترافيس زياك، جوناثان تويس، إد بلفور وآخرون.

## الحياة الطلابية

### التطور الديموغرافي
على مدى سنوات عرفت ساكنة الجامعة تطورا ديموغرافيا تصاعديا:
| 1890 | 1900 | 1910 | 1920 | 1930 | 1940 | 1950 | 1960 | 1970 | 1980  | 1990  | 2000  | 2010  |
| ---- | ---- | ---- | ---- | ---- | ---- | ---- | ---- | ---- | ----- | ----- | ----- | ----- |
| 24   | 124  | 490  | 1124 | 1765 | 1757 | 2653 | 4491 | 8129 | 10217 | 11885 | 11031 | 14194 |

### الطلاب
يتلقى سنويا قرابة من 15000 طالبا دروسهم في الحرم الجامعي لجامعة داكوتا الشمالية،  ينحدر حوالي نصفهم من داكوتا الشمالية؛ فيما ينحدر النصف الآخر يأتي من بقية البلاد وخارجها. من الناحية الديموغرافية، نسب الذكور والإناث هي متعادلة تقريبا،  وحوالي 80 في المئة من مجموع الطلاب من العرق الأبيض. يمكن للطلاب العيش داخل أو خارج الحرم الجامعي. هذا الأخير الذي يضم حوالي 15 مسكنا جامعيا  و 850 شقة طلابية،  فضلا عن اثني عشر أخوية (نوادي)  وستة من جمعيات نسائية. وهناك أكثر من 275 منظمة طلابية،  فضلا عن برنامج رياضي داخلي يسمى ريكسبورتس (بالإنجليزية: RecSports)‏.
تمثل ما تسمى الحكومة الطلابية أو الهيئة الطلابية مجموع الطلاب وتنقسم إلى فروع تنفيذية وتشريعية وأخرى قضائية. يتألف الفرع التنفيذي من سبعة تنفيذيين لكل منهم مجالات تركيز مختلفة. فيما يتألف الفرع التشريعي من 23 عضوا من أعيان الطلاب يمثل كل واحد منهم منطقة أكاديمية وسكنية. فيما يخص الجهاز القضائي أو التحكيمي، فإن هذا الأخير يتألف من سبعة قضاة يعالجون المسائل القانونية عند الضرورة. وبالإضافة إلى ذلك، يساعد خمسة مساعدين إداريين في جميع مجالات الحكومة الطلابية.

### النوادي الطلابية
تتميز نوادي الأخوة والجمعيات النسائية بجامعة داكوتا الشمالية بتاريخها الغني والعريق.

### الثقافة
في قلب الحرم الجامعي، يقع متحف داكوتا الشمالية للفنون، هذا الأخير الذي يستضيف معارض فنية على مدار السنة. في الحرم الجامعي دائما يحتضن «مسرح بيرتنيس» ومرفق «تشيستر فريتز أوديتوريوم» بشكل مستمر عروضا مسرحية وحفلات موسيقية. كما يتم أحيانا على أرضية ملعب رالف إنجلستاد أرينا تنظيم مناسبات غير رياضية، تشمل عروضا للموسيقى الحية؛ وغير بعيد عن ذلك يستضيف مركز أليروس العديد من الحفلات الموسيقية كل سنة. كما تعقد الجامعة كل عام حدثا ثقافيا بارزا على مستوى الولاية متمثلا في مؤتمر جامعة نورث داكوتا للكتاب،  وهو أسبوع أدبي يشارك فيه كتاب أبرز المتاب الأمريكيون والأجانب، من بينهم نجد كلا من ترومان كابوتي، تينيسي وليامز، يودورا ويلتي، تشاك كلوستيرمان، جاري سنايدر، توم وولف وألن غينسبرغ وآخرين.

### المطبوعات
- صحيفة طالب داكوتا التي يقع مقرها الرئيسي بالطابق السفلي لمبنى الاتحاد التذكاري، هي صحيفة طلابية يسهر على صدورها طاقم من طلاب جامعة داكوتا الشمالية يتكونون من حوالي 50 طالبا، مكونين من محررين، معلنين، ممثلي إعلانات، كتاب، كتاب أعمدة، ومصورين.
- مجلة داكوتا الشمالية الفصلية.[75]

### الإذاعة
تمتلك جامعة داكوتا الشمالية محطتين إذاعيتين عامتين تشغلهما إذاعة المرج العامة (بالإنجليزية: Prairie Public Radio)‏، هما: كوند إف إم (KUND-FM) وكي إف إم (KFJM). تاريخيا إذاعة «كي إف إم» هي واحدة من المحطات الإذاعة الجامعية الرائدة في البلاد وهي ثاني أقدم محطة إذاعية في ولاية داكوتا الشمالية. تقوم كوند إف إم في العادة بإعادة بث شبكة إذاعة المرج العامة، بالإضافة إلى برامج الإذاعة الوطنية العامة. تبث كي إف إم بعضا من برمجة المرج العامة والإذاعة الوطنية العامة، بالإضافة إلى بعض البرامج المنتجة محليا.
تدير الجامعة كذلك قناتين تلفزيونيتين محليتين. من بينهما واحدة مكرسة لتقديم المعلومات، بالإضافة هلى برنامج صحفي أسبوعي من إنتاج الطلاب يحمل اسم استوديو واحد. أما الأخرى فهي قناة متخصصة في الأفلام، على قناة الكابل 17، أين تقوم الجامعة بالترخيص للأفلام التي سيتم عرضها على هذه القناة بشكل منفصل.

## أبرز خريجي الجامعة
ساهمت جامعة داكوتا الشمالية في تخرج العديد من الطلاب الذين أصبحوا في وقت لاحق ضمن الشخصيات المشهورة في مجالات مختلفة، تشمل السياسة، الأعمال، العلوم، الأدب، الفنون، الترفيه والرياضة. وفيما يلي بعض من تلك الشخصيات:
- لين جوزيف فريزر (سياسي).[81]
- هاري نايكست (فيزيائي، عالم حاسوب، ومهندس).[82]
- فل جاكسون (لاعب كرة سلة سابق ومدرب حالي في دوري الإن بي إيه).[83]
- كارل بنيامين إيلسون (طيار ومستكشف).[84]
- إدوارد بلفور (لاعب في رياضة هوكي الجليدي).
- سام أندرسون (ممثل).[85]

- كارل بنيامين إيلسون
- فل جاكسون
- لين جوزيف فريزر

## روابط خارجية
- الموقع الرسمي (بالإنجليزية)